# Campeonato Europeu de Atletismo em Pista Coberta de 2015 - Arremesso de peso masculino
A prova do arremesso de peso masculino  do Campeonato Europeu de Atletismo em Pista Coberta de 2015 foi disputada entre os dias 5 e 6 de março de 2015 no O2 Arena em Praga, República Checa. 

## Recordes
Antes desta competição, os recordes mundiais e do campeonato nesta prova eram os seguintes:
|                       | Nome           | Nacionalidade     | Distância | Local       | Data                    |
| --------------------- | -------------- | ----------------- | --------- | ----------- | ----------------------- |
| Recorde mundial       | Randy Barnes   | Estados Unidos    | 22m 66cm  | Los Angeles | 20 de janeiro de 1989   |
| Recorde do campeonato | Ulf Timmermann | Alemanha Oriental | 22m 19cm  | Liévin      | 21 de fevereiro de 1987 |
| Recorde europeu       | Ulf Timmermann | Alemanha Oriental | 22m 55cm  | Senftenberg | 11 de fevereiro de 1989 |

## Medalhistas
| Ouro              | Prata                 | Bronze                |
| David Storl (GER) | Asmir Kolašinac (SRB) | Ladislav Prášil (CZE) |

## Cronograma
Todos os horários são locais (UTC+2).
| Data       | Hora  | Evento       |
| ---------- | ----- | ------------ |
| 5 de março | 16:30 | Qualificação |
| 6 de março | 17:25 | Final        |

## Resultados

### Qualificação
Qualificação: 20,55m (Q) ou os 8 melhores qualificados (q).
| Posição | Atleta              | Nacionalidade        | #1    | #2    | #3    | Resultados | Notas  |
| ------- | ------------------- | -------------------- | ----- | ----- | ----- | ---------- | ------ |
| 1       | David Storl         | Alemanha             | 21.23 |       |       | 21.23      | Q      |
| 2       | Stipe Žunić         | Croácia              | 20.16 | 20.39 | 20.67 | 20.67      | Q,     |
| 3       | Bob Bertemes        | Luxemburgo           | 20.19 | 20.56 |       | 20.56      | Q,     |
| 4       | Ladislav Prášil     | Chéquia              | 19.96 | 20.50 | –     | 20.50      | q      |
| 5       | Konrad Bukowiecki   | Polónia              | 19.55 | 20.46 | 19.62 | 20.46      | q, EJR |
| 6       | Asmir Kolašinac     | Sérvia               | 20.23 | 20.41 | x     | 20.41      | q      |
| 7       | Borja Vivas         | Espanha              | 20.16 | x     | 19.80 | 20.16      | q      |
| 8       | Tobias Dahm         | Alemanha             | 19.97 | x     | 19.50 | 19.97      | q,     |
| 9       | Georgi Ivanov       | Bulgária             | 19.34 | 19.31 | 19.95 | 19.95      |        |
| 10      | Aleksandr Lesnoy    | Rússia               | x     | 19.57 | 19.91 | 19.91      |        |
| 11      | Gaëtan Bucki        | França               | 19.73 | 19.66 | x     | 19.73      |        |
| 12      | Rafał Kownatke      | Polónia              | 19.63 | 18.73 | 19.68 | 19.68      |        |
| 13      | Konstantin Lyadusov | Rússia               | 19.61 | x     | x     | 19.61      |        |
| 14      | Maksim Sidorov      | Rússia               | 18.90 | 19.45 | x     | 19.45      |        |
| 15      | Jan Marcell         | Chéquia              | x     | x     | 19.45 | 19.45      |        |
| 16      | Pavel Lyzhyn        | Bielorrússia         | x     | 19.30 | x     | 19.30      |        |
| 17      | Carlos Tobalina     | Espanha              | x     | 18.94 | 19.18 | 19.18      |        |
| 18      | Christian Jagusch   | Alemanha             | 19.11 | 18.98 | 19.06 | 19.11      |        |
| 19      | Leif Arrhenius      | Suécia               | x     | 19.07 | x     | 19.07      |        |
| 20      | Kemal Mešić         | Bósnia e Herzegovina | 19.04 | x     | 18.91 | 19.04      |        |
| 21      | Tumatai Dauphin     | França               | 18.95 | x     | x     | 18.95      |        |
| 22      | Yioser Toledo       | Espanha              | 18.90 | x     | x     | 18.90      |        |
| 23      | Šarūnas Banevičius  | Lituânia             | 17.68 | 18.52 | 18.72 | 18.72      |        |
| 24      | Lukas Weißhaidinger | Áustria              | 18.65 | 18.62 | 18.71 | 18.71      |        |
| 25      | Daniele Secci       | Itália               | x     | x     | 18.53 | 18.53      |        |
| 26      | Andrei Gag          | Roménia              | x     | 18.31 | 18.45 | 18.45      |        |
| 27      | Kristo Galeta       | Estónia              | 18.18 | x     | x     | 18.18      |        |
| 28      | Hamza Alić          | Bósnia e Herzegovina | x     | x     | x     | NM         |        |
| 28      | Arttu Kangas        | Finlândia            | x     | x     | x     | NM         |        |
| 28      | Matúš Olej          | Eslováquia           | x     | x     | x     | NM         |        |
| 28      | Tomáš Staněk        | Chéquia              | x     | x     | x     | NM         |        |
| 28      | Jakub Szyszkowski   | Polónia              | x     | x     | x     | NM'        |        |
| 28      | Māris Urtāns        | Letônia              | x     | x     | x     | NM         |        |

### Final
A final foi realizada às 17:25 no dia 6 de março de 2015.  
| Posição           | Atleta            | Nacionalidade | #1    | #2    | #3    | #4    | #5    | #6    | Resultados | Notas                |
| ----------------- | ----------------- | ------------- | ----- | ----- | ----- | ----- | ----- | ----- | ---------- | -------------------- |
| Medalha de ouro   | David Storl       | Alemanha      | 20.56 | x     | 21.12 | x     | 20.92 | 21.23 | 21.23      |                      |
| Medalha de prata  | Asmir Kolašinac   | Sérvia        | x     | x     | 20.47 | 20.34 | x     | 20.90 | 20.90      |                      |
| Medalha de bronze | Ladislav Prášil   | Chéquia       | 20.66 | x     | x     | x     | 20.26 | x     | 20.66      | Recorde da temporada |
| 4                 | Borja Vivas       | Espanha       | 19.72 | 20.03 | 20.15 | 20.14 | 20.59 | 20.10 | 20.59      |                      |
| 5                 | Bob Bertemes      | Luxemburgo    | 19.93 | x     | 20.32 | x     | 20.48 | x     | 20.48      |                      |
| 6                 | Konrad Bukowiecki | Polónia       | 20.46 | 20.41 | 20.44 | x     | 20.19 | x     | 20.46      | EJR                  |
| 7                 | Stipe Žunić       | Croácia       | x     | 19.58 | 20.28 | x     | x     | x     | 20.28      |                      |
| 8                 | Tobias Dahm       | Alemanha      | 19.58 | 19.43 | 19.36 | 19.21 | x     | x     | 19.58      |                      |

Legenda
| Recorde mundial       | Recorde mundial (World record)               |                       | Recorde africano                      | Recorde africano (African) |                                           | Q | Classificado por posição (Qualified) |
| Recorde do campeonato | Recorde do campeonato (Championship record)  | Recorde da América    | Recorde da América (Americas)         | q                          | Classificado por melhor tempo (Qualified) |   |                                      |
| Melhor marca do ano   | Melhor marca do ano (World leading)          | Recorde asiático      | Recorde asiático (Asian)              | DNS                        | Não largou (Did not start)                |   |                                      |
| Recorde nacional      | Recorde nacional (National record)           | Recorde europeu       | Recorde europeu (European)            | DNF                        | Não terminou (Did not finish)             |   |                                      |
| Recorde pessoal       | Recorde pessoal do atleta (Personal best)    | Recorde da Oceania    | Recorde da Oceania (Oceania)          | DSQ / DQ                   | Desclassificado (Disqualified)            |   |                                      |
| Recorde da temporada  | Recorde da temporada do atleta (Season best) | Recorde sul-americano | Recorde sul-americano (South America) | NM                         | Sem marca (No mark)                       |   |                                      |